# Paola, Kansas
Paola là một thành phố thuộc quận Miami, tiểu bang Kansas, Hoa Kỳ. Năm 2010, dân số của xã này là 5602 người.

## Dân số
Dân số các năm:
- Năm 2000: 5011 người
- Năm 2010: 5602 người